# DJ Antoine
Antoine Konrad, född 23 juni 1975 i Sissach, Schweiz, mest känd som DJ Antoine, är en House-DJ och musikproducent som har gjort ett flertal framgångsrika singlar och album i Västeuropa, speciellt i Schweiz.
DJ Antoines första framgångsrika släpp var albumet Houseworks 01 och har efter det släppt en lång rad album. Antoine har sålt över en miljon cd-skivor och driver sina egna skivbolag Houseworks och Egoïste.

## Diskografi

### Album
- 2016 - Provocateur
- 2014 - We Are the Party
- 2013 - Sky Is the Limit
- 2012 - Ma Chérie
- 2011 - Welcome To St. Tropez
- 2008 - STOP!
- 2007 - Vive La Révolution?
- 2007 - Mainstation 2007
- 2007 - Jealousy (Nach 4 Tagen Gold)
- 2006 - Live in Moscow
- 2006 - Mainstation 2006
- 2006 - Live in St. Tropez
- 2006 - Houseworks 6 - Makes Me Cum
- 2005 - Live In Dubai
- 2005 - Mainstation 2005
- 2005 - The Black Album
- 2004 - Houseworks 5 - Skrew u I'm a V.I.P
- 2004 - Mainstation 2004
- 2004 - 100% DJ Antoine
- 2003 - Houseworks 4 - Winter Anthems
- 2003 - Live @ CSD
- 2003 - Mainstation 2003
- 2003 - Summer Anthems
- 2002 - Houseworks Presents Ultraviolet
- 2002 - DJ Antoine @ Mainstation 2002
- 2002 - DJ Antoine @ Lakeparade 2002
- 2002 - DJ Antoine
- 2001 - @Mainstation 2
- 2001 - Lake Parade 2001
- 2001 - Houseworks 2
- 2001 - Clubstar Presents Houseworks 2
- 2000 - Rave Park
- 2000 - @Mainstation 1
- 2000 - Houseworks 01
- 1999 - Partysan 4
- 1998 - Partysan Live On The Boat
- 1998 - The Pumpin House Mix 1

### Singlar
- 2009 - I Promised Myself
- 2009 - In My Dreams
- 2008 - Work Your Pussy
- 2008 - Underneath
- 2007 - This Time
- 2006 - Global Brothers vs. D-Luxe - Tell Me Why
- 2006 - Arabian Adventure
- 2005 - Take Me Away (DJ Antoine vs. Mad Mark)
- 2005 - All We Need
- 2004 - Back & Forth
- 2003 - You Make Me Feel
- 2002 - Las Vegas Gamblers - Beautiful Night
- 2002 - Take It Or Leave It (DJ Antoine ft. Eve Gallagher)
- 2001 - Discosensation (DJ Antoine vs. Mad Mark)
- 2000 - Pizza Boys - La Chitara
- 1999 - Do It

### Remixar
- 2008 - Robin S, Steve Angelo & Layback Luke - Show me Love
- 2007 - Baschi - Wenn das Gott wüsst
- 2006 - Mischa Daniëls - Take Me Higher
- 2005 - Roger Sanchez - Turn On The Music
- 2005 - ATB - Believe In Me
- 2005 - Major Boys - Sunshine On My Mind
- 2004 - America - Wake Up
- 2003 - Mambana - Libre
- 2002 - Robin S. - Show Me Love
- 2002 - Mary J. Blige - Dance For Me
- 2001 - The Disco Boys - Born to Be Alive
- 2001 - Nu Hope - I'll Be Back
- 2000 - Murray Head - One Night in Bangkok
- 2000 - Dominica - Gotta Let You Go
- 2000 - Groove Junkies - Music Is Life
- 2000 - TDN - Shame
- 1999 - Joey Negro - Must Be The Music
- 1998 - DJ Tatana - Summerstorm